# 食物垃圾處理機

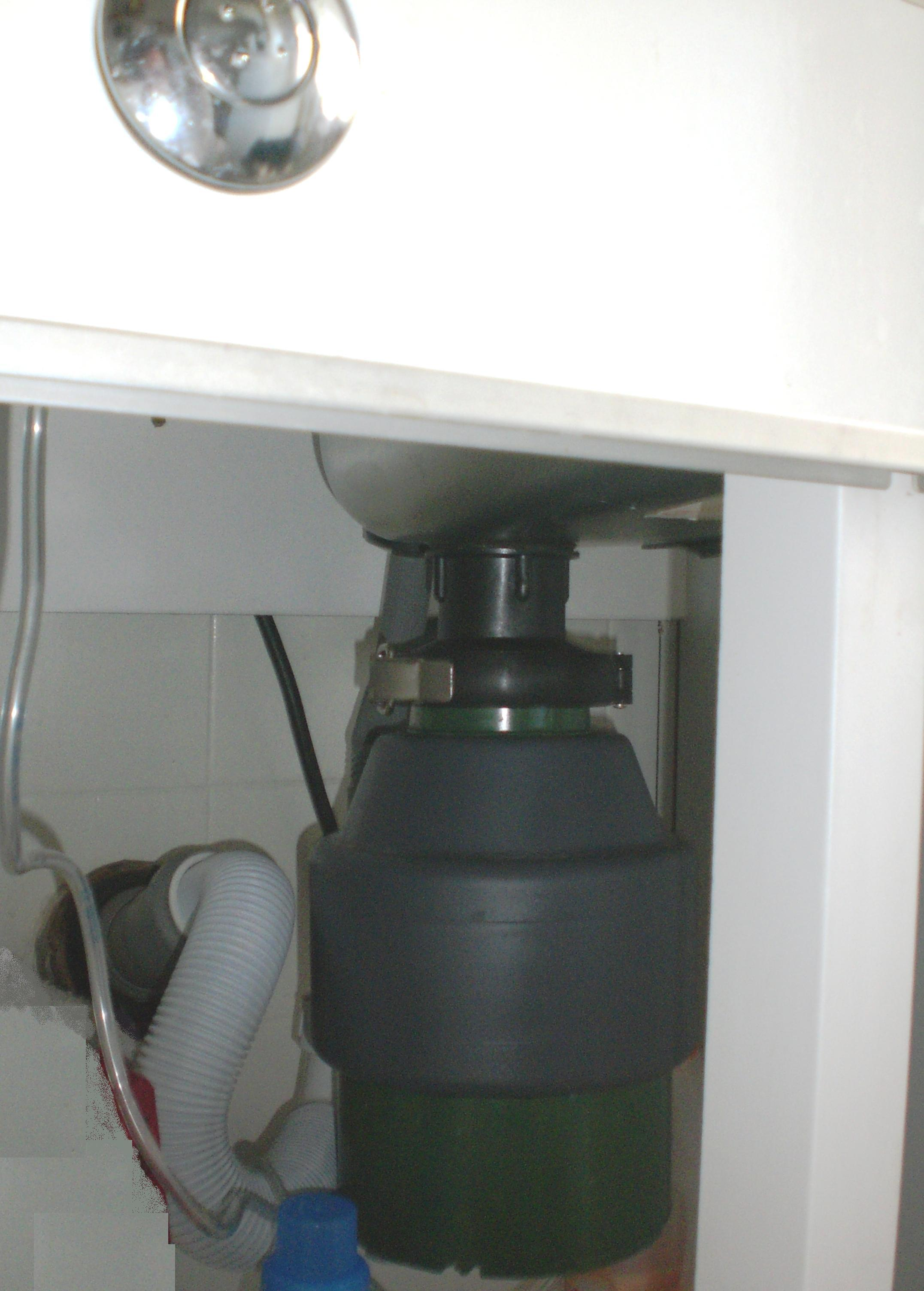
安裝在廚房水槽下方的絞碎機

食物垃圾處理機(又稱絞碎機、鐵胃)是一種通常安裝於廚房水槽的排水孔與出水管之間的電力裝置。絞碎機是用來將廚餘絞成小於2mm的碎片，以利於管路系統排出的機器。
絞碎機常見於美國家庭，但在其他國家地區就很少見。

## 历史
絞碎機是由一名在拉辛市的建築師John W. Hammes於1927年所發明。
他並在1933年持有相關專利，並於1935年發行專利。而他所創立的愛適易公司於1940年推出其設計上市。
然而Hammes的宣稱是有爭議的。另一方面，通用電氣於1935年推出絞碎機 ,當時稱作Disposall。
在1930至1940年代時，許多美國的城市是禁止將廚餘排放至排水管路的。 愛適易公司花了不少時間去遊說並成功地說服許多地方政府取消相關禁制。
然而在美國，仍然有不少本地政府禁止絞碎機的使用。例如在紐約，曾經有一段時間，絞碎機是違法的。因為當地政府認為這會對該市的汙水系統造成威脅。在經過紐約市環境保護部門(NYC Department of Environmental Protection)為期21個月的研究後，禁令於1997年解除。
在2008年，羅里曾經禁止絞碎機的安裝或更新，該禁令亦延伸到所有與該市的汙水系統有關聯的衛星都市。但一個月後解除了禁令。

## 普及
於2009年，大約有50%的美國家庭有安裝絞碎機。 相比之下，在英國約只有6% ，而在加拿大更只有3%。
在瑞典，有一些市政府鼓勵居民安裝絞碎機，因為可以增加生質燃料的產生效率。 一些英國的本地政府也會贊助絞碎機的安裝，藉此減輕垃圾堆填區的負擔。

## 優點
在家居垃圾中，廚餘占了10%至20%。 而且是垃圾處理當中一個相當棘手的成分。從儲存到收集，不管哪個環節，都會造成公眾健康、衛生和環境汙染等問題。如果將其送焚化爐，則其高水分含量會使焚化它所需的能源大餘回收得來的熱能； 如果將其送往堆填區掩埋，則廚餘在分解時會排出甲烷──一種會造成氣候變化的溫室氣體。
在妥善地使用絞碎機的前提下，絞碎機能有效地將廚餘變成類液態(平均含水量70%，接近人類排泄物)，並使用既有的設施(下水道和汙水處理廠)來處理。現代汙水處理設施能有效地將有機固體轉化成肥沃物質 (或稱作生物固形物)。更先進的設施甚至可以採集甲烷用於發電.

## 原理

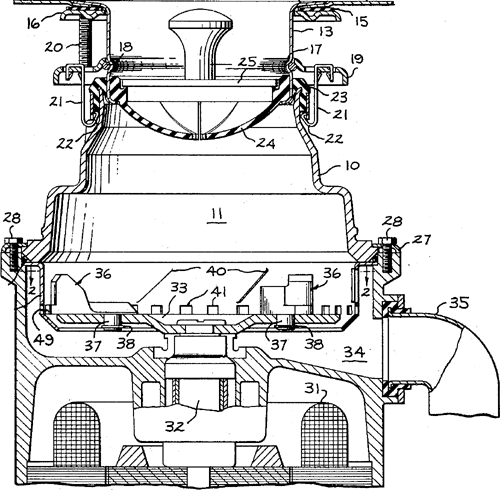
絞碎機的構造

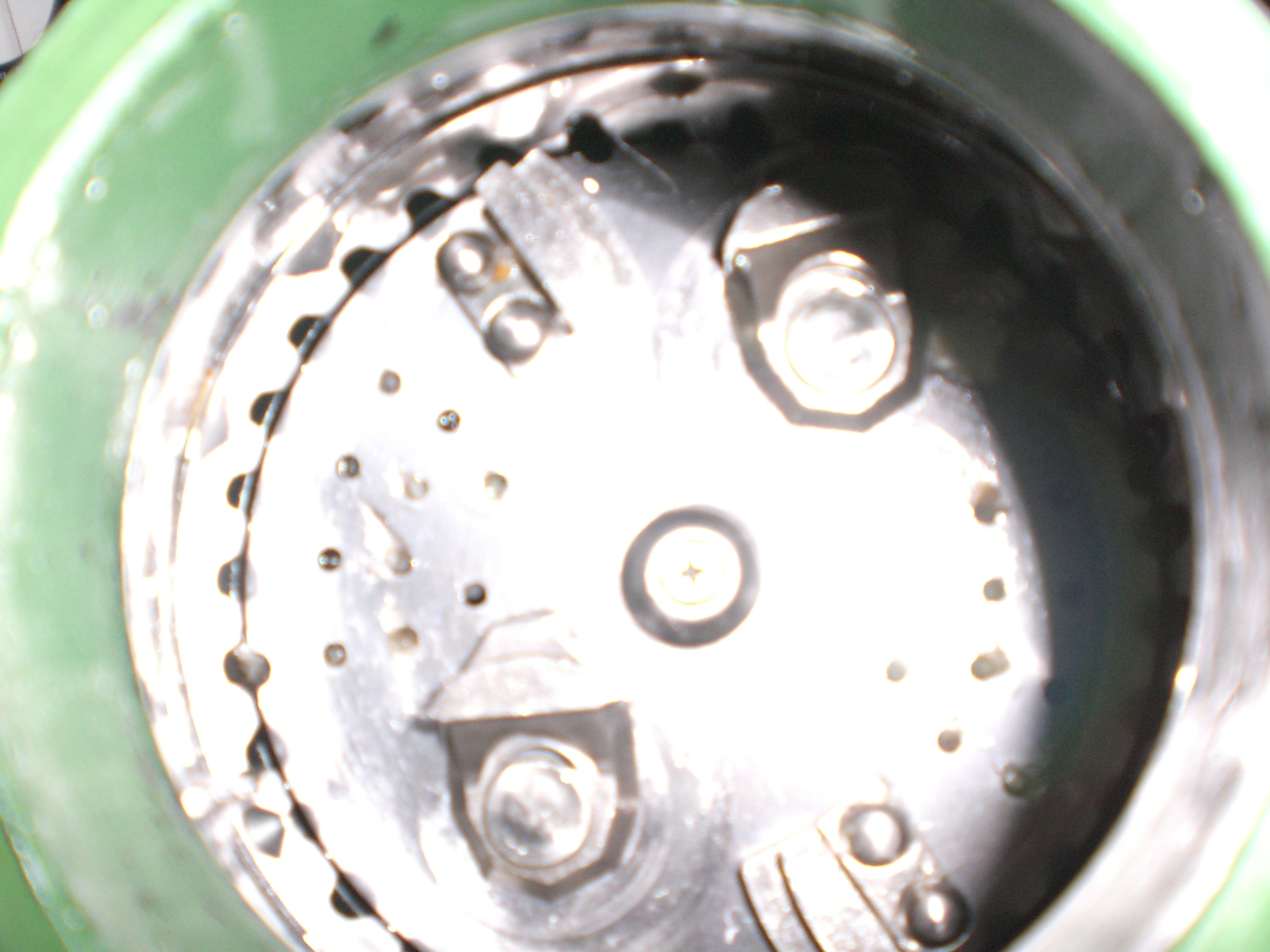
內部快照。可見中間的轉盤和邊緣的研磨環

家用絞碎機通常配備一個 250—750 W（0.34—1.01 hp） 的高力矩、防水的馬達，來轉動一個置於其正上方的轉盤。 以電動機的種類來說，異步電動機可視啟動方式的不同，以1400至1800rpm來運轉。 但安裝時，必須考量到廚房水槽的空間和結構能否支持異步電動機的額外重量和尺寸。另一方面，交直流兩用電動機，或稱作串激電動機,能提供更高的轉速、更強的起始力矩而且通常更輕，但會因為更高的轉速或電刷的摩擦，而比異步電動機來得更吵。 在研磨槽內有一個旋轉的金屬轉盤來承接落下的廚餘。 兩片安裝其上的旋轉金屬扇葉會反覆地將廚餘拋至邊緣的研磨環上， 研磨環上的銳利切面會把廚餘切碎，直到其小塊到能從研磨環上的開口排出，直達排水管。
通常來說，研磨槽的上方會有一個橡膠檔板，用來防止飛濺的廚餘碎塊被拋出絞碎機外。橡膠檔板也能起到降低噪音的作用。
絞碎機按其輸入方式可分為兩種：持續輸入和批量輸入。 持續輸入的型號較為普遍，就是在開機後輸入並處理廚餘。批量輸入則是在倒入廚餘後才開機處理。後者通常是藉由將開口的蓋子闔上來開機。這種類型的蓋子可能是機械式的開關，或者為磁鐵式的開關。而在蓋子上會有小孔來排水。 批量輸入式的型號因為需要把蓋子合起才能開機，一般認為比較安全。
絞碎機可能會卡住。而清除的方式一般是藉由從上方轉動轉盤，或者使用內六角扳手強行轉動馬達軸來排除。 若有特別硬的物件，例如金屬刀具，故意或無意地掉入絞碎機的話，可能會導致研磨機和該物件的損毀。雖然說最近的改良，例如對扇葉的特別設計，能降低此類事件的損害。較為嚴重的問題，像是排水孔堵塞，通常是由植物纖維(例如菜薊葉)或者澱粉(例如馬鈴薯皮)的絞碎物所導致。
一些較高端的產品會有自動反轉阻塞排除機制。藉由使用一種較複雜的離心力式開關來讓分相異步電動機在啟動時先反向旋轉。這種機制可以排除輕微的卡滯，但有一些製造商認為其不是必要的:因為在過去的六十年間，許多絞碎機產品已經改善扇葉設計來使反轉機制沒有其必要。
有一些絞碎機使用水壓而不是電力來驅動。除了上述的轉盤-研磨輪結構外，另一種設計是使用水力單元來驅動附著利刃的活塞來反覆運動進而切碎廚餘。 因為是使用切片，這種機型能夠處理纖維類廚餘。水力驅動的機型比起電力驅動的機型，需要用更多的時間和更強的水壓來處理等量的廚餘。

## 對環境的衝擊
廚房用絞碎機會增加汙水處理廠處理有機碳的負荷，這會進一步消耗處理設施內的氧氣。 Metcalf和Eddy的研究證實若使用絞碎機，每人每天會多消耗0.04磅的生化需氧量。 一個澳洲的研究則指出，若把使用絞碎機和其他廚餘處理方法例如堆肥法來比較，雖然前者在避免氣候變遷、海洋酸化或節能上表現不錯，但也會促使優養化
雖然說這可能會導致汙水處理時要額外供氧而消耗更多能源， 但如果有良好地控管汙水處理，在食物內的有機碳可以支持細菌分解作用持續進行，因為該過程會消耗有機碳。這些有機碳的加入可以視作一種支持細菌性養分消化過程的廉價有機碳來源。
另一種後果是汙水處理過程中產生的大量固態殘餘物。根據 East Bay Municipal Utility District的研究指出，廚餘相對於一般的汙水，能產出三倍的生質燃料。 這些產生的生質燃料所帶來的產值能夠抵銷處理廚餘和其他居住生物廢料的費用。（與洛杉磯國際機場每年處理8000噸廚餘的花費相比較）
電力的消耗並不高。一般機型的絞碎機會使用500至1500瓦的電力，與一個電力熨斗相若，而且運作時間相當短。總歸來說大概每戶每年會多消耗3至4千瓦小時的電力。 每日水用量則不太一定，但通常來說每人每日約多使用 1美制加侖（3.8公升）的水， 跟多沖一次馬桶差不多。一項調查指出絞碎機僅輕微地提高用水量。